# Черењани
Черењани (слч. Čereňany) насељено је мјесто са административним статусом сеоске општине (слч. obec) у округу Прјевидза, у Тренчинском крају, Словачка Република.

## Становништво
| Година:    | 1994. | 2004.   | 2014.   | 2024.   |
| ---------- | ----- | ------- | ------- | ------- |
| Број људи: | 1697  | 1730    | 1692    | 1742    |
| Разлика:   |       | +1,94 % | -2,19 % | +2,95 % |

| Година:    | 2023. | 2024.   |
| ---------- | ----- | ------- |
| Број људи: | 1730  | 1742    |
| Разлика:   |       | +0,69 % |

Према подацима о броју становника из 2011. године насеље је имало 1.706 становника.